# Renault Maxity
Renault Maxity – samochód ciężarowy produkowany przez Renault Trucks od 2007 roku jako samochód dystrybucyjny, który sprawdza się w mieście na wąskich uliczkach. Został zaprezentowany w 2007 roku przy szerszej publiczności i miał uzupełnić lukę po modelach Master i Mascott, z którym dzieli podzespoły osie i silniki DXi. Pod kabiną montowano jeden z 2 silników z modeli Master i Mascott o poj. 2,5 oraz 3.0 o mocy odpowiednio 110, 130 i 150 KM. Samochód mógł być wyposażony w pojedynczą lub podwójną kabinę która była przestronna i komfortowa. W wyposażeniu standardowym znalazło się m.in.: ABS z EBD, elektryczne lusterka i szyby, centralny zamek, komputer pokładowy, klimatyzację, radio CD itp. Dzięki krótkiemu rozstawowi osi od 2500-3400 mm jest bardzo zwrotny w mieście, gdzie jest czasami bardzo ciasno. Bez większych zmian był produkowany do 2014 roku, gdzie został zastąpiony modelem Range D.